# Asota semifusca
Asota semifusca là một loài bướm đêm trong họ Erebidae.